# Ägypten und Altes Testament
Ägypten und Altes Testament (kurz ÄAT) ist eine von Manfred Görg begründete und inzwischen von Stefan Jakob Wimmer und Wolfgang Zwickel herausgegebene Buchreihe. Zwischen 1983 und 2013 erschien sie im Wiesbadener Harrassowitz Verlag, zwischen 2014 und 2017 im Ugarit-Verlag, Münster, seitdem im Verlag Zaphon, Münster. 
In ÄAT erscheinen sowohl Arbeiten mit fächerübergreifender Ausrichtung als auch solche, die auf einen der beiden Fachbereiche begrenzt bleiben. Die Ausrichtung umfasst die philologischen, kunstgeschichtlichen und archäologischen Bereiche der Ägyptologie ebenso wie die alttestamentliche Exegese, die Archäologie, Glyptik und Epigrafik Israel/Palästinas und der angrenzenden Gebiete wie Sinai, Transjordanien und Libanon, Literatur und Religionsgeschichte bis zur griechisch-römischen und frühchristlichen Zeit sowie einschlägige Aspekte der Forschungsgeschichte. Neben monografischen Studien erscheinen auch Grabungsberichte, Tagungsakten, Festschriften. Die Reihe steht jungen Nachwuchswissenschaftlern ebenso offen wie namhaften Vertretern ihrer Fächer. 